# 高旭 (宣德進士)
高旭（1398年—？），字時旭，福建福州府侯官縣人，民籍，明朝政治人物。

## 生平
永樂十八年（1420年）庚子科福建鄉試舉人，宣德八年（1433年）癸丑科二甲第二名進士。授吏科給事中，丁母憂，服闋，起為兵科給事中，正統年間升江西按察司僉事、提督學政，景泰初年改提刑，卒於官。

## 家族
曾祖高定；祖父高慶，龍溪縣儒學教諭；父高同，貢士。子高均。